# ウィグナー関数
ウィグナー関数（ウィグナーかんすう、英: Wigner function）とは、ユージン・ウィグナーにより1932年に導入された、古典統計力学を量子補正するための関数である。その目標は、シュレーディンガー方程式に表われる波動関数を位相空間上の確率分布と結びつけることであった。ウィグナーの擬確率分布関数（英: Wigner quasiprobability distribution）、ウィグナー・ビレ分布 (英: Wigner–Ville distribution) とも。
ウィグナー関数は量子力学的波動関数 ψ(x) のすべての空間的自己相関の母関数である。 従って、ウィグナー関数と密度行列との間の写像により、実位相空間上の関数とヘルマン・ワイルが1927年に導入したエルミート演算子とを表現論的な文脈で対応づけられる(ワイル量子化)。ウィグナー関数は密度行列をウィグナー・ワイル変換したものとみなすことができ、よって密度行列の位相空間上での表現とみなせる。1948年、ジャン・ビレによって独立にスペクトログラムの一種、信号エネルギーの局所時間・周波数表示方法として再導入された。
1949年、ホセ・エンリケ・モヤルは量子化された運動量の母関数としてウィグナー関数を再導入し、これを用いて全ての量子期待値を計算する方法を確立し、位相空間上における量子力学の基礎を築いた（位相空間表示を参照）。統計力学、量子化学、量子光学、古典光学、および電子工学、地震学、音楽の時間周波数解析、生物学のスペクトログラム、音声合成、エンジンの設計など、信号処理を伴う幅広い分野で応用されている。

## 古典力学との関係
古典力学的には、粒子は決まった位置と運動量を持ち、その運動状態は位相空間上の一点により表現される。多数の粒子の集合体が与えられたとき、位相空間内の特定の領域に粒子をみいだす確率はリウビル確率密度と呼ばれる確率密度関数に従う。しかし、このような決定論的な取扱いは量子力学的な粒子に対しては不確定性原理のために不可能である。ウィグナー関数は古典的な確率密度分布と同様に取り扱うことができるが、ウィグナー関数は古典的な確率密度関数の満すべき条件を全て満たしてはいない。そのかわり、古典的な分布が必ずしも満たさない有界性を満たしている。
たとえば、ウィグナー関数は古典的分布ではありえない負値をとることがよくある。そして、ウィグナー関数が負値をとることは量子干渉が起きていることを示す指標である。ウィグナー関数にディラック定数 ħ よりも小さな位相空間体積における構造を無視するような処理(たとえば 伏見表示（後述)を得るために位相空間上のガウス関数で畳み込むなど）を施すと、半正定値関数となり半古典形式に粗視化できる。
負の値をとる領域が存在しても、（幅の小さいガウス関数と畳み込んだ場合）多くの場合その領域は「小さく」なる。つまり、その領域は ħ の数倍より大きくなることはなく、そのため古典極限においては消滅する。 これは、位相空間上で ħ よりも小さな体積をもつ領域に粒子の運動状態を特定することはできないとする不確定性原理による遮蔽であり、「負の確率」という概念の矛盾を軽減している。

## 定義と意味
ψ を波動関数とし、x, p をそれぞれ位置および運動量、または他の正準共役量（例えば電磁場の実部および虚部、もしくは信号における時間と周波数など)とすると、ウィグナー関数 P(x, p) は以下のように定義される。
{\displaystyle P(x,p)~{\stackrel {\mathrm {def} }{=}}~{\frac {1}{\pi \hbar }}\int _{-\infty }^{\infty }\psi ^{*}(x+y)\psi (x-y)e^{2ipy/\hbar }\,\mathrm {d} y\,}
ここで、ウィグナー関数は ψ が x 上に台を持たない領域でも台を持つことがある。
ウィグナー関数の定義は x および p について対称である。
{\displaystyle P(x,p)={\frac {1}{\pi \hbar }}\int _{-\infty }^{\infty }\varphi ^{*}(p+q)\varphi (p-q)e^{-2ixq/\hbar }\,\mathrm {d} q}
ここで、φ は ψ のフーリエ変換である。
三次元系では、以下のようになる。
{\displaystyle P({\vec {r}},{\vec {p}})={\frac {1}{(2\pi )^{3}}}\int \psi ^{*}({\vec {r}}+\hbar {\vec {s}}/2)\psi ({\vec {r}}-\hbar {\vec {s}}/2)e^{i{\vec {p}}\cdot {\vec {s}}}\,\mathrm {d} ^{3}s}
混合状態を含む一般の場合には、密度行列のウィグナー変換を用いて以下のように定義される。
{\displaystyle P(x,p)={\frac {1}{\pi \hbar }}\int _{-\infty }^{\infty }\langle x+y|{\hat {\rho }}|x-y\rangle e^{-2ipy/\hbar }\,\mathrm {d} y}
ここで、 ⟨x|ψ⟩ = ψ(x) である。このウィグナー変換（または写像）は、位相空間上の関数をヒルベルト空間上の作用素へと移すワイル変換の逆になっている。
よって、ウィグナー関数は位相空間上の量子力学における基礎となっている。
1949年、ホセ・エンリケ・モヤルはウィグナー関数が確率密度関数と同様に、位相空間に測度を与えていることを明らかにした。つまり、古典確率論と同様に、c-数を返す位相空間上の一価の関数 g(x, p) とワイル変換によって関係づけられる作用素  の期待値をウィグナー関数を使って定義することができる（後述のウィグナー・ワイル変換の性質を参照）。
具体的に書き下せば、作用素  の期待値は作用素をウィグナー変換して得られる関数 g(x, p) の「位相空間上の平均値」として以下のように定義される。
{\displaystyle \langle {\hat {G}}\rangle =\int \!\mathrm {d} x\,\mathrm {d} p~P(x,p)~g(x,p)}

## 数学的特徴
1. P(x, p) は実関数である。

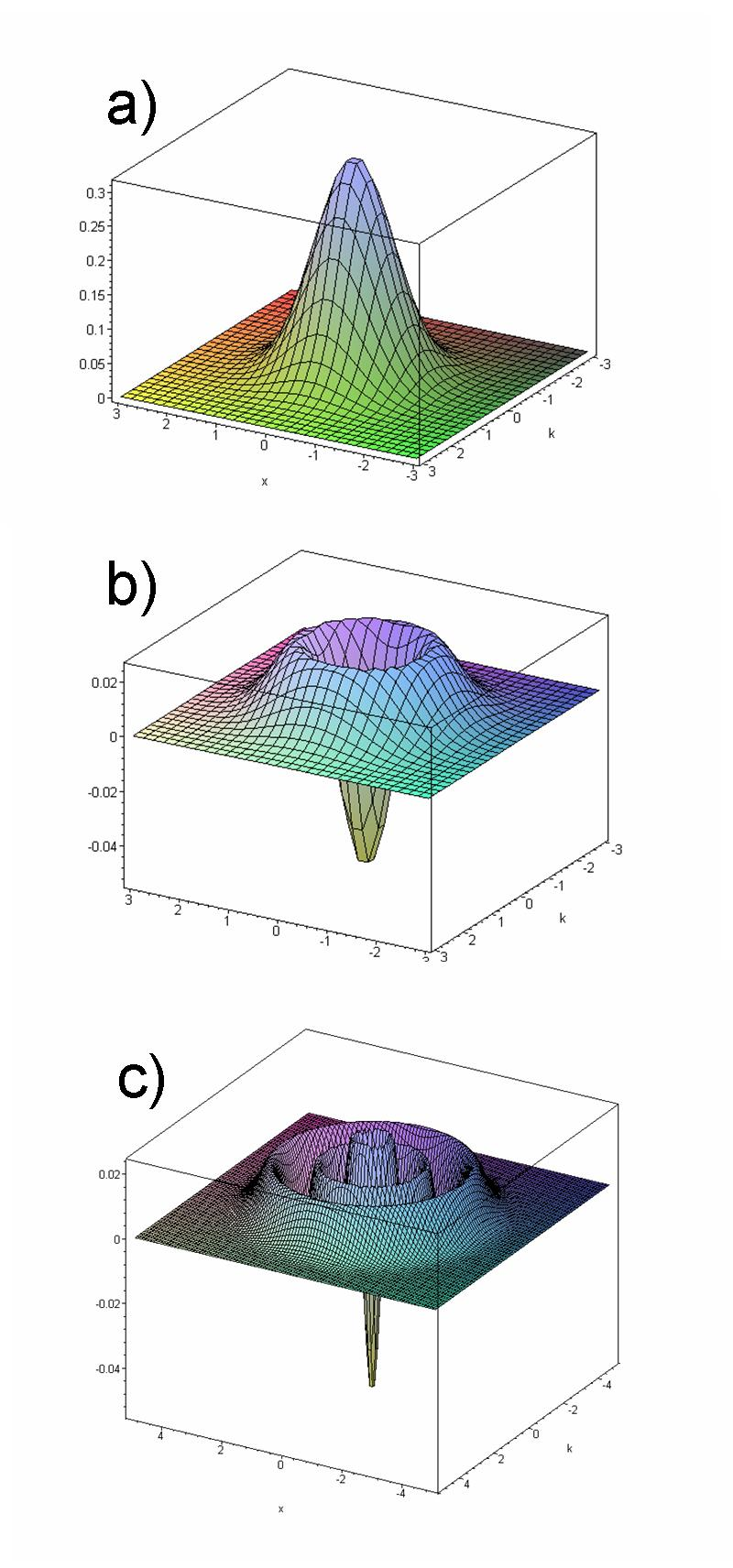
図1: それぞれ a) 真空、 b) n = 1 のフォック状態 (例：単一光子)、 c) n = 5 のフォック状態、のウィグナー関数。

2. x および p の確率密度関数は次の周辺確率により与えられる。 
  - {\displaystyle \int _{-\infty }^{\infty }\mathrm {d} p\,P(x,p)=\langle x|{\hat {\rho }}|x\rangle } 系が純粋状態ならば {\displaystyle \int _{-\infty }^{\infty }\mathrm {d} p\,P(x,p)=|\psi (x)|^{2}}
  - {\displaystyle \int _{-\infty }^{\infty }\mathrm {d} x\,P(x,p)=\langle p|{\hat {\rho }}|p\rangle } 系が純粋状態ならば {\displaystyle \int _{-\infty }^{\infty }\mathrm {d} x\,P(x,p)=|\varphi (p)|^{2}}
  - {\displaystyle \int _{-\infty }^{\infty }\mathrm {d} x\int _{-\infty }^{\infty }\mathrm {d} p\,P(x,p)=\mathrm {Tr} ({\hat {\rho }})}
  - 通常密度行列  のトレースは1である。
3. P(x, p) は次の鏡映対称性をもつ。
  - 時間対称性: {\displaystyle \psi (x)\rightarrow \psi (x)^{*}\Rightarrow P(x,p)\rightarrow P(x,-p)}
  - 空間対称性: {\displaystyle \psi (x)\rightarrow \psi (-x)\Rightarrow P(x,p)\rightarrow P(-x,-p)}
4. P(x, p) はガリレイ共変（ガリレイ変換に対して不変）である。
  - {\displaystyle \psi (x)\rightarrow \psi (x+y)\Rightarrow P(x,p)\rightarrow P(x+y,p)}
  - ローレンツ共変ではない。
5. 位相空間上の各点における運動方程式は力のない古典力学の方程式である。
実際、調和力が働いている場合も古典的である。
6. 状態の重なり積分は以下のように計算される。
  - {\displaystyle |\langle \psi |\theta \rangle |^{2}=2\pi \hbar \int _{-\infty }^{\infty }\mathrm {d} x\,\int _{-\infty }^{\infty }\mathrm {d} p\,P_{\psi }(x,p)P_{\theta }(x,p)}
7. 作用素の期待値（平均値）はウィグナー変換したのちに位相空間上の平均値をとることにより与えられる。
  - {\displaystyle g(x,p)\equiv \int _{-\infty }^{\infty }dy\,\langle x-y/2|{\hat {G}}|x+y/2\rangle e^{ipy/\hbar }}
  - {\displaystyle \langle \psi |{\hat {G}}|\psi \rangle =\mathrm {Tr} ({\hat {\rho }}{\hat {G}})=\int _{-\infty }^{\infty }\mathrm {d} x\,\int _{-\infty }^{\infty }\mathrm {d} pP(x,p)g(x,p)}
8. P(x, p) が物理的な（正の）密度行列を持つためには、全ての純粋状態 |θ⟩ に対して以下を満たす必要がある。
  - {\displaystyle \int _{-\infty }^{\infty }\mathrm {d} x\,\int _{-\infty }^{\infty }\mathrm {d} p\,P(x,p)P_{\theta }(x,p)\geq 0}
9. コーシー・シュワルツ不等式を用い、純粋状態においては以下のように有界である。
  - {\displaystyle -{\frac {2}{h}}\leq P(x,p)\leq {\frac {2}{h}}}

古典極限 ħ → 0 においては非有界となる。 このことから、 P(x, p) は x 座標空間においては確率密度関数に帰着し、通常は非常に局在化した、運動量方向にデルタ関数のかかった分布になる。つまり、古典極限は「尖って」いる。このことから、この有界性は不確定性原理を反映し、ウィグナー関数が位相空間上で完全に局在化した関数になることを防いできると言える。

## ウィグナー関数の時間発展方程式

図2: 単純な調和振動子の、位相空間の原点からずれた基底状態（コヒーレント状態）を表すウィグナー関数。（クリックして動画を表示）古典力学の場合と同じように、剛体回転している。これは単純な調和振動子に特異な性質である。一般教育ウェブサイトより。

ウィグナー変換は、ヒルベルト空間上の作用素  を位相空間上の関数 g(x,p) へと写す可逆な変換であり、以下のように定義される。
{\displaystyle g(x,p)=\int _{-\infty }^{\infty }\mathrm {d} s~e^{ips/\hbar }\langle x-{\frac {s}{2}}|\ {\hat {G}}\ |x+{\frac {s}{2}}\rangle }
エルミート演算子は実関数に写される。 位相空間からヒルベルト空間への逆変換はワイル変換と呼ばれる。
{\displaystyle \langle x|\ {\hat {G}}\ |y\rangle =\int _{-\infty }^{\infty }{\mathrm {d} p \over h}~e^{ip(x-y)/\hbar }g\left({x+y \over 2},p\right)}
（別の定義のワイル変換も存在することに注意。）

図3: 量子フリップフロップ: 単純調和振動子の基底状態と第一励起状態の重ね合わせ状態を表すウィグナー関数。位相空間での剛体回転は座標空間での振動を表わす。 （クリックして動画を表示）

この項で取り扱ってきたウィグナー関数 P(x,p) は、密度行列  をウィグナー変換したものと捉えることができる。よって、ある作用素と密度行列をかけたもののトレースは、その作用素をウィグナー変換したもの g(x, p) と、ウィグナー関数との位相空間上の重なり積分と等しい。
シュレーディンガー描像における密度行列の時間発展を記述する、フォン・ノイマン方程式のウィグナー変換は
ウィグナー関数に対するモヤル方程式
{\displaystyle {\partial P(x,p,t) \over \partial t}=-\{\{P(x,p,t)~,~H(x,p)\}\}}
に帰着する。ここで、H(x,p) はハミルトニアン、{{•, •}}はモヤル括弧を表わす。古典極限 ħ → 0 では、モヤル括弧はポアソン括弧に帰着し、従ってこの時間発展方程式は古典統計力学におけるリウビル方程式に帰着する。
Quantum characteristicsの記法を用いて、上の方程式の形式的な厳密解は以下のように書ける。{\displaystyle P(x,p,t)=P(\star (x_{-t}(x,p),p_{-t}(x,p)),0)} ここで {\displaystyle x_{t}(x,p)} と {\displaystyle p_{t}(x,p)} はいわゆる量子ハミルトン方程式の解で、初期条件 {\displaystyle x_{t=0}(x,p)=x} 及び {\displaystyle p_{t=0}(x,p)=p} に従い、{\displaystyle \star }積の合成は全ての関数について成り立つものとする。{\displaystyle \star }合成は完全に非局所（モヤルが指摘したように、「量子確率流体」は拡散する）であるため、通常はウィグナー関数の発展につれて、局所的な軌道のなごりはほとんど確認できなくなる。{\displaystyle \star }積の積分表示においては、{\displaystyle \star }積を連続的に位相空間経路積分に適用することで、このウィグナー関数の発展方程式を解くことができる（以下も参照）。
ウィグナー関数の時間発展の例
- 図4: モースポテンシャル: {\displaystyle U(x)=20(1-e^{-0.16x})^{2}}（原子単位(a. u.)）。緑の点線はハミルトニアンの等値線を示す。
- 図5: 4次ポテンシャル: {\displaystyle U(x)=0.1x^{4}}（原子単位(a. u.)）。実線はハミルトニアンの等値線を示す。
- 図6: ポテンシャル障壁を越える量子トンネリング: {\displaystyle U(x)=8e^{-0.25x^{2}}}（原子単位(a. u.)）。実線はハミルトニアンの等値線を示す。

## 古典極限
ウィグナー関数により古典極限を記述することで、位相空間上の古典動力学と量子動力学とを対応づけることができる。
近年、ウィグナー関数法は1932年にベルナルド・クープマンとフォン・ノイマンによって導入された、古典力学の演算子表式の量子的アナロジーになっていることが示唆されている。ħ → 0 の極限では、ウィグナー関数の時間発展はクープマン・フォンノイマン波動関数の時間発展に漸近する。

## ウィグナー関数と他の量子力学の表現との関係
ウィグナー関数は、ドブロイ・ボームアンサンブルを表わす位相空間分布関数の ħ-変形とみなせることが示されている。バジル・ハイリーは、ウィグナー関数は位相空間上の「セル」における平均座標と平均運動量で密度行列を表わしたものと見ることができ、ドブロイ・ボーム表式はその「セル」の中心が従うダイナミクスを表わしていることを示した。
ウィグナー関数による量子状態の表現は、相互不偏基底による量子状態の再構成と密接な関係がある。

## 量子力学以外でのウィグナー関数の利用

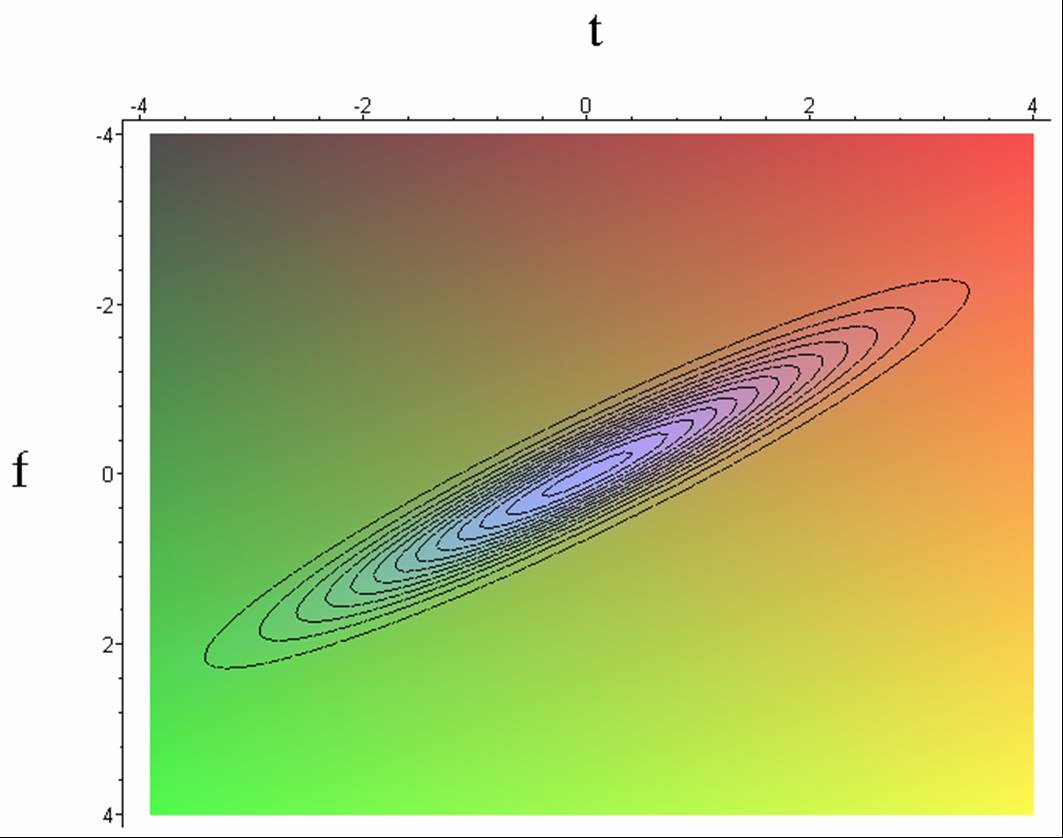
図7: チャープトパルス光のウィグナー・ビレ分布の等高線図。この図により周波数が時間の線形な関数になっていることが一目でわかる。

- 望遠鏡や光ファイバー通信機器の設計において、ウィグナー関数は単純なレイトレーシング（英語版）と波形解析とのギャップを埋めるために用いられる。ここで近軸近似の下では、p/ħ は k = |k|sinθ ≈ |k|θ と置き換えられる。この文脈では、ウィグナー関数は干渉の影響をとりこんだまま光線の位置 x と角度 θ で系を取り扱う最善の方法である。ウィグナー関数がいずれかの点で負になった場合、単純なレイトレーシングでは系をモデル化するのに不十分であることを示している。

- 信号解析においては、時間変化する電気信号、機械的振動、音波などをウィグナー分布により解析することがある。ここで、x は時間、 p/ħ は角振動数 ω = 2πf（f は振動数）に置き換えられる。

- 超高速光学において、短レーザーパルスは上と同じように f および t で置換されたウィグナー関数により特徴づけられる。チャープ（周波数の時間依存性）などのパルスの乱れをウィグナー関数により可視化することができる。図7を参照。

- 量子光学では、 x および  p/ħ を X 及び P 成分、電磁場の実部と虚部に置き換える（コヒーレント状態も参照）。 図1は光の量子状態を示している。

## ウィグナー関数の測定
- トモグラフィー
- ホモダイン検出（英語版）
- FROG（英語版） (Frequency-resolved optical gating)

## 関連する他の擬確率分布
ウィグナー関数は初めて定式化された擬確率分布関数であるが、多くの形式的に等価で相互変換可能な擬確率分布関数が提案されている（時間周波数分析の分布関数間の変換を参照）。座標系の場合と同じように、変化する特性を扱う場合それぞれの関数に用途にあわせた様々な利点がある。
- グラウバーのP表示（英語版）
- 伏見のQ表示（英語版）

しかし、ウィグナー関数はこれらの関数のなかでも、ある意味で特別な地位を占めている。ウィグナー関数は上に示したように、期待値の計算にスター積を必要としない唯一の関数である。また、擬確率分布を古典的な分布と比較できる形で可視化することもできる。

## 歴史的注意
上に示したとおり、ウィグナー関数の形式化はいくつかの分野で独立に数回行われている。実際、ウィグナーは同じ量子論の分野でも、純粋に形式的なものにせよハイゼンベルクとディラックにより既に導入されていたことに気付いていなかった。この二人はウィグナー関数を完全に量子化された系の近似的形式化と考えており、この関数の重要さ、そして負値の重要さに気付いていなかった（偶然、ディラックは後にウィグナーの妹マルギット(Manci)と結婚したことによりウィグナーの義理の弟となった）。同様に、1940年代中頃の伝説的な18ヶ月にわたるモヤルとのやりとりにおいて、ディラックは後にモヤルが指摘するまでモヤルの量子運動量生成関数がウィグナー関数と等価であることに気付いていなかった。